# 阿迪·尚卡爾
阿迪亞·尚卡爾（英語：Aditya Shankar，1985年1月8日—），印度和美國男製片人、YouTuber及演員。較知名的是以的名義製作多部愛好者電影，如《制裁者：贓物清潔》（2012年）、《猛毒：真實的新聞》（Venom: Truth in Journalism，2013年）、動畫《爵德判官：殘暴惡魔》（Judge Dredd: Superfiend，2014年）及《金剛戰士》（2015年）。而他也參與了多部主流電影的製作，如《重裝教士》（2011年）、《極地戰狼》（2011年）與《超時空戰警3D》（2012年）。
2014年，尚卡爾被《GQ》雜誌列入「最具影響力的全球印度男性」名單中的第20名。

## 外部連結
- 阿迪·尚卡爾在互联网电影资料库（IMDb）上的資料（英文）